# الأمل (نشيد)
هتقوة (هاتيكڤاة) (بالعبرية: הַתִּקְוָה)
بمعنى الأمل هو اسم النشيد الوطني الإسرائيلي الذي تمت كتابته على يد نفتالي هيرتس إيمبر، شاعر يهودي من شرقي أوروبا. صدرت أول نسخة لهذه القصيدة في القدس عام 1886م، وعلى ما يبدو كتبه إيمبر خلال زيارته لفلسطين قام بها عبارة لتضمنه مع الحركة الصهيونية. اعتمد نشيدا للمؤتمر الصهيوني الأول عام 1897، وفي سنة 1933 تبنت الحركة الصهيونية البيتين الأولين للقصيدة، بعد تعديلهم بقليل، نشيدا لها، حيث صار نشيدا وطنيا غير رسمي لإسرائيل عام 1948. في 2004 أعلنت الكنيست «هتكفاه» نشيدا وطنيا رسميا لدولة إسرائيل.

## نص النشيد الحالي
| بالعبرية | اللفظ | الترجمة |
| --- | --- | --- |
| כל עוד בלבב פנימה נפש יהודי הומיה ולפאֲתי מזרח קדימה עין לציון צופייה - עוד לא אבדה תקוותנו התקווה בת שנות אלפיים להיות עם חופשי בארצנו ארץ ציון וירושלים. | كول عود باليڤاڤ پنيما نيفش ييهودي هوميا أولفأتيه مزراخ كاديما عاين ليتسيون تسوفيا. عود لو أڤداه تكڤاتينو هاتكڤاه بات شنوت ألپايم لهيوت عام خوفشي بأرتسينو إيرتس تسيون ڤيروشالايم. | طالما في القلب تكمن، نفس يهودية تتوق، وللأمام نحو الشرق، عين تنظر إلى صهيون. أملنا لم يضع بعد، أمل عمره ألفا سنة، أن نكون أمّة حرّة في بلادنا، بلاد صهيون وأورشليم القدس. |

## النسخة الأولى من النشيد
نشرت النسخة الأولى للنشيد بعنوان «أملنا»، وكان البيت الثاني فيها كما يلي:
| بالعبرية                                                             | اللفظ                                                                           | الترجمة                                                                                  |
| -------------------------------------------------------------------- | ------------------------------------------------------------------------------- | ---------------------------------------------------------------------------------------- |
| עוד לא אבדה תקוותנו התקווה הנושנה לשוב לארץ אבותינו לעיר בה דוד חנה. | عود لو أڤداه تكڤاتينو هاتكڤاه هانوشاناه لشوڤ لإيرتس آڤوتينو لعير با داڤيد حاناه | أملنا لم يضع بعد، الأمل الأزلي أن نعود إلى بلاد آبائنا، إلى المدينة التي نزل عليها داود. |

كلام «المدينة التي نزل عليها داود» تشير إلى وصف مدينة أورشليم (أي القدس) في سفر إشعياء (29:1): «قرية نزل عليها داود»، ولكن عند جعل القصيدة نشيدا رسميا للحركة الصهيونية تقرر ذكر اسم مدينة القدس بوضوح.
أول سطر من المقطع الثاني «أملنا لم يضع بعد» ("עוד לא אבדה תקוותנו") شبيه بسطر من النشيد الوطني البولندي والذي يقول «بولندا لم تضع بعد» (Jeszcze Polska nie zginęła) مما دفع البعض إلى الإشارة إلى التشابه بين الصهيونية والحركة الوطنية البولندية.
اختار لحن النشيد صموئيل كوهين من بلدة ريشون لتسيون وقال إن مصدر اللحن هو أغنية شعبية مولدافية. هناك أيضا لحن تشيكي مماثل.
تلفظ كلمات النشيد باللفظ الأشكنازي للغة العبرية بالرغم من اختلافه عن اللفظ الإسرائيلي العادي.

## النص الأصلي
ويستند הַתִּקְוָה في الآية الأولى وجوقة תקותנו قصيدة تسعة الآية نفتالي هيرتس إيمبر وهنا الأصلي تسع آيات في العبرية، والترجمة العربية.
| כָּל עוֹד בַּלֵּבָב פְּנִימָה נֶפֶש יְהוּדִי הוֹמִיָּה, וּלְפַאֲתֵי מִזְרָח קָדִימָה עֵינוֹ לְצִיּוֹן צוֹפִיָּה. חזרה עוֹד לֹא אָבְדָה תִּקְוָתֵנוּ, הַתִּקְוָה הַנּוֹשָׁנָה: לָשׁוּב לְאֶרֶץ אֲבוֹתֵינוּ, לָעִיר בָּהּ דָּוִד חָנָה. כָּל עוֹד דְּמָעוֹת מֵעֵינֵינוּ יִזְּלוּ כְגֶשֶׁם נְדָבוֹת, וּרְבָבוֹת מִבְּנֵי עַמֵּנוּ עוֹד הוֹלְכִים עַל קִבְרֵי אָבוֹת. חזרה כָּל עוֹד חוֹמַת מַחֲמַדֵּינוּ לְעֵינֵינוּ מוֹפָעַת, וְעַל חֻרְבַּן מִקְדַּשֵׁנוּ עַיִן אַחַת עוֹד דּוֹמָעַת. חזרה כָּל עוֹד מֵי הַיַּרְדֵּן בְּגָאוֹן מְלֹא גְדוֹתַיו יִזֹּלוּ, וּלְיַם כִּנֶּרֶת בְּשָׁאוֹן בְּקוֹל הֲמוּלָה יִפֹּלוּ. חזרה כָּל עוֹד שַׁמָּה עֲלֵי דְּרָכִים שַׁעַר יֻכַּת שְׁאִיָּה, וּבֵין חָרְבוֹת יְרוּשָׁלַיִם עוֹד בַּת צִיּוֹן בּוֹכִיָּה. חזרה כָּל עוֹד דְּמָעוֹת טְהוֹרוֹת מֵעֵין בַּת עַמִּי נוֹזְלוֹת, וְלִבְכּוֹת לְצִיּוֹן בְּרֹאשׁ אַשְׁמוֹרוֹת עוֹד תָּקוּם בַּחֲצִי הַלֵּילוֹת. חזרה כָּל עוֹד נִטְפֵי דָם בְּעוֹרְקֵינוּ רָצוֹא וָשׁוֹב יִזֹּלוּ, וַעֲלֵי קִבְרוֹת אֲבוֹתֵינוּ עוֹד אֶגְלֵי טַל יִפֹּלוּ. חזרה כָּל עוֹד רֶגֶשׁ אַהֲבַת הַלְּאוֹם בְּלֵב הַיְּהוּדִי פּוֹעֵם, עוֹד נוּכַל קַוּוֹת גַּם הַיּוֹם כִּי עוֹד יְרַחֲמֵנוּ אֵל זוֹעֵם. חזרה שִׁמְעוּ, אַחַי, בְּאַרְצוֹת נוּדִי אֶת קוֹל אַחַד חוֹזֵינוּ: כִּי רַק עִם אַחֲרוֹן הַיְּהוּדִי גַּם אַחֲרִית תִּקְוָתֵנוּ! חזרה לֵךְ עַמִּי, לְשָׁלוֹם שׁוּב לְאַרְצֶךָ, הַצֱּרִי בְגִלְעָד, בִּירוּשָׁלַיִם רוֹפְאֶךָ, רוֹפְאֶךָ יְיָ, חָכְמַת לְבָבוֹ, לֵךְ עַמִּי לְשָׁלוֹם, וּרְפוּאָה קְרוֹבָה לָבוֹא... | ما دام في القلب، داخل، روح اليهودية لا يزال يتوق، وما بعده، نحو أقاصي الشرق، العين لا تزال تبدو نحو صهيون؛ اللازمة ليس لدينا أمل فقدت حتى الآن، على أمل القديمة، للعودة إلى أرض آبائنا، المدينة حيث نزل داود طالما الدموع من أعيننا تدفق كالمطر الخيرين، وحشود من أبناء بلدنا لا تزال تدفع إجلال على قبور الآباء (دينا)؛ اللازمة طالما حائطنا الثمينة يظهر أمام أعيننا، وعلى مدى تدمير معبد لدينا العين الآبار لا يزال حتى بالدموع؛ اللازمة طالما أن مياه نهر الأردن في الامتلاء تنتفخ بنوكها، و (لأسفل) إلى بحر الجليل مع سقوط الضوضاء الصاخبة؛ اللازمة طالما على الطرق السريعة جرداء وخاشعة مارك مدينة غيتس، وبين أنقاض القدس ابنة صهيون لا يزال يبكي؛ اللازمة والدموع طالما الصرفة تدفق من عين ابنة أمتي، وحدادا على صهيون في ليلة ووتش فهي تستيقظ لا يزال في منتصف ليلة وليلة؛ اللازمة طالما قطرات من الدم في عروقنا تدفق ذهابا وإيابا، وبناء على قبور آبائنا قطر الندى لا تزال تقع؛ اللازمة طالما أن الشعور بالحب الأمة الدقات في قلب اليهودي، ويمكننا أن نأمل تزال حتى اليوم وهذا قد والله غاضب لا تزال ارحمنا؛ اللازمة اسمع يا اخوتي في بلاد المنفى، صوت واحد من أصحاب الرؤية لدينا، (الذي يعلن) وهذا فقط مع آخر يهودي جدا -- فقط هناك نهاية للأمل لدينا! اللازمة أيها الناس، والسلام لبلدكم مرة أخرى، بلسم في جلعاد، القدس الطبيب، الطبيب الخاص بك، والحكمة من قلبه، كنت الشعوب من أجل السلام، والطب وشيك... |

## الحواشي
1. ↑  Vivian Eden (24 أغسطس 2015). "Evil Spirits Lurking in Israel's National Anthem". Haaretz. مؤرشف من الأصل في 2017-09-10. اطلع عليه بتاريخ 2015-08-24.
2. ↑  إلى الأمام ويمكن تفسير كلمة "إلى الامام" هنا بطريقتين : (1) الشرق (كما عبارة "ريح الشرق" ريح الشرق =) (2) على التوالي ،
3. ↑  .نية للقدس، من خلال سفر أشعياء، والفصل "، آية واحدة :" ويل للارييل ارييل وكريات حنا داود